# Мария Елизабет фон Хоенлое
Мария Елизабет фон Хоенлое-Нойенщайн (на немски: Maria Elisabeth von Hohenlohe-Weikersheim) е графиня от Хоенлое-Нойенщайн-Вайкерсхайм и чрез женитба графиня на Ханау-Лихтенберг (1599 – 1605).

## Биография
Родена е на 12 юни 1576 година в Лангенбург. Тя е дъщеря на граф Волфганг фон Хоенлое-Вайкерсхайм (1546 – 1610) и графиня Магдалена фон Насау-Диленбург (1547 – 1643), сестра на Вилхелм Орански, дъщеря на граф Вилхелм фон Насау и графиня Юлиана фон Щолберг.
Мария Елизабет фон Хоенлое умира на 21 януари 1605 година на 28-годишна възраст във Вьорт ам Райн и е погребана като последен член на фамилията в църквата в Бухсвайлер/Буксвилер, Гранд Ест.

## Фамилия
Мария Елизабет фон Хоенлое-Нойенщайн-Вайкерсхайм се омъжва на 22 октомври 1593 г. във Вайкерсхайм за граф Йохан Райнхард I фон Ханау-Лихтенберг (* 13 февруари 1569; † 19 ноември 1625), син на граф Филип V фон Ханау-Лихтенберг (1541 – 1599) и първата му съпруга графиня Лудовика Маргарета фон Цвайбрюкен-Бич (1540 – 1569). Те имат децата:
- Филип Волфганг (1595 – 1641), граф на Ханау-Лихтенберг от 1625 г.
- Агата Мария (1599 – 1636), омъжена на 9 ноември 1623 г. за граф Георг Фридрих фон Раполтщайн (1594 – 1651)
- Анна Магдалена (1600 – 1673), омъжена на 27 ноември 1625 г. за граф Лотар фон Крихинген († 1629); I. през август 1633 г. за Ото Лудвиг фон Салм-Кирбург-Мьорхинген (1597 – 1634) и II. на 8 април 1636 г. за граф Фридрих Рудолф фон Фюрстенберг (1602 – 1655)
- Елизабет Юлиана (1602 – 1603)

Йохан Райнхард I фон Ханау-Лихтенберг се жени втори път на 17 ноември 1605 г. за графиня Анна фон Даун-Салм-Нойвайлер (1582 – 1636).